# تيمور وشفيقة (فلم)
تيمور وشفيقة هو فيلم روائي مصري من تأليف تامر حبيب، ومن إخراج خالد مرعي. الفيلم عرض في شهر يونيو لعام 2007.

## قصة الفيلم
«تيمور» يدرس بكلية الشرطة، وتدور بينه وبين «شفيقة» علاقة حب قوية، وتتوالى الأحداث ويعمل تيمور في الحراسات الخاصة لكبار الشخصيات، وفي نفس الوقت تحصل شفيقة علي الدكتوراة، ويتم تعيينها وزيرة لشئون البيئة، ويتم تعيين تيمور كحارس خاص لها، وفي رحلة عمل خارج البلاد يتم اختطاف الوزيرة، ويسعى تيمور بكل الطرق لفك أسرها.

## الممثلين
- أحمد السقا
- منى زكي
- هالة فاخر
- رجاء الجداوي
- جميل راتب

## روابط خارجية
- تيمور وشفيقة على موقع IMDb (الإنجليزية)
- تيمور وشفيقة على موقع الدهليز
- تيمور وشفيقة على موقع قاعدة بيانات الأفلام العربية
- تيمور وشفيقة على موقع قاعدة بيانات الفيلم (الإنجليزية)
- تيمور وشفيقة على موقع ليتربوكسد (الإنجليزية)